# 秩父市役所

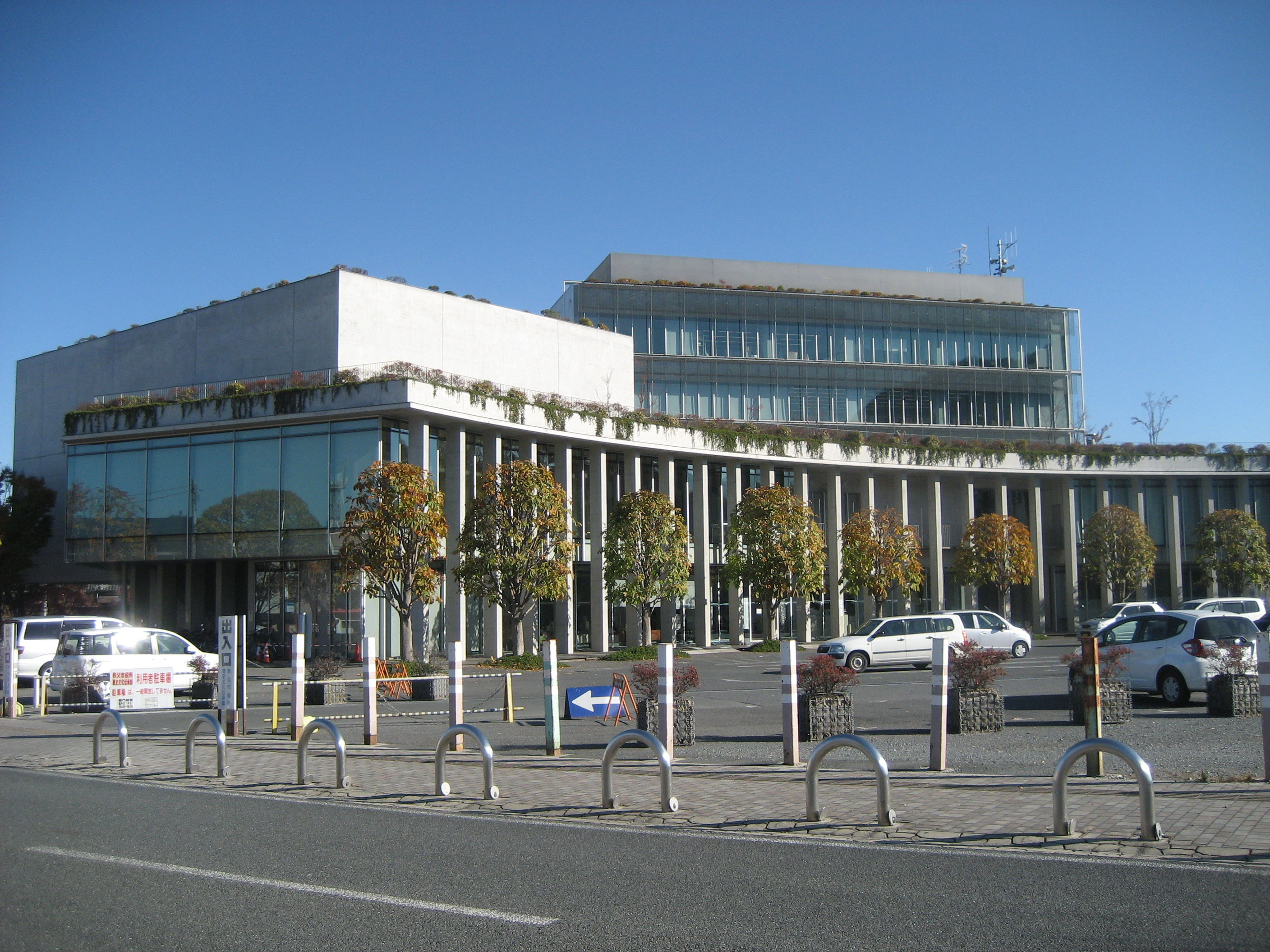
秩父市歴史文化伝承館（秩父市役所第二庁舎）

秩父市役所（ちちぶしやくしょ）は、日本の地方公共団体である埼玉県秩父市の執行機関としての事務を行う施設（役所）である。

## 概要
耐震性の問題を理由に建て替えを検討していた2011年（平成23年）、東北地方太平洋沖地震による東日本大震災で被災し、上部建物部分が大破、基礎部分が小破した。以降、庁舎が使用不可となり市役所機能は歴史文化伝承館などに分散していた。市民会館との合築で現在新庁舎を建設している（総工費約52億円）。

## 沿革
- 1962年（昭和37年）4月20日 - 庁舎が完成[1]。
- 2011年（平成23年）3月11日 - 東日本大震災で大破。
- 2014年（平成26年）12月25日 - 新庁舎着工。
- 2017年（平成29年）2月 - 新庁舎完成。

## 支所
- 吉田支所
- 荒川支所
- 大滝支所

## アクセス
- 西武秩父線西武秩父駅から徒歩1分
- 秩父鉄道秩父本線御花畑駅から徒歩1分
- 秩父鉄道秩父本線秩父駅から徒歩5分